# هيو هوارد (رسام)

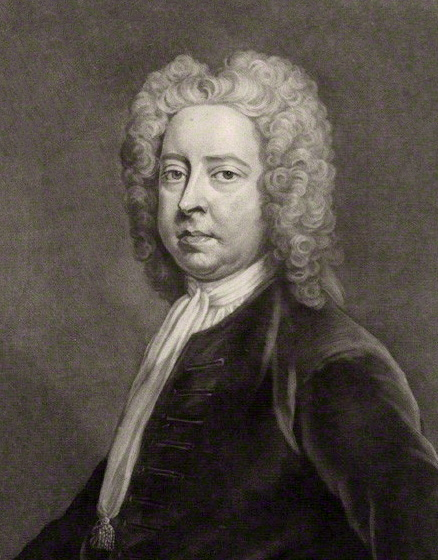
نقش من عام 1737 بلون ميزو لجون فابر الأصغر استنادًا إلى صورة لمايكل دال يعود تاريخها إلى عام 1723.

هيو هوارد ولد يوم 7 فيفري 1675و توفى يوم 17 مارس 1737كان رسامًا للبورتري وجامعًا للأعمال الفنية من دبلن.